# José Castro (diseñador)
José Castro (La Cañiza, 29 de marzo de 1971-La Cañiza, 12 de junio de 2023) fue un diseñador de moda español.

## Biografía
José Castro se graduó en el prestigioso London Royal College  of Art. Colaboró con empresas como Alexander McQueen para Givenchy. Fue director artístico de Miró Jeans y uno de los diseñadores del nuevo concepto de Desigual —empresa a la que ha estado vinculado en su crecimiento y expansión desde 2004—. Desfiló en tres ocasiones en el Carrousel du Louvre de París, así como en el Palais Omnisports de Bercy y en Cibeles Madrid Fashion Week.
Sus colecciones Dead Bird, Noitulove, Blue Sky, Redrum y Aurora le permitieron distinguirse entre los diferentes medios internacionales gracias a su trabajo con el volumen, las texturas, y la creación del color "Rosa Castro". 
Sus prendas han vestido a celebridades desde Whoopi Goldberg, Beth Ditto, Paz Vega, hasta Sarah Jessica Parker en la película Sex and the City.
Revistas como Vogue, Telva, Marie Claire, Yo Dona, WWD, View, Dazed & Confused, Wound, Encens, etc, han publicado y hablado de su trabajo y trayectoria, y sus colecciones han sido portada de Le Monde, Love, y Woman.

## Premios y distinciones
Ha recibido varios reconocimientos, entre los que destacan:
- Royal College of Art Society Prize for Innovation, Creativity and Presentation (2000)
- Premio Barcelona es Moda al professional (2007)
- Novel designer prize de Marie Claire (2008-09)
- Premio L'ORÉAL a la mejor colección en la 50.ª edición de Cibeles Madrid Fashion Week (2009).

## Colaboraciones
José Castro trabajó como freelance. Entre otros trabajos, participó en la creación y manipulación de piel de conejo para la firma de confección y marroquinería Serpelsa. Colaboró con Inditex diseñando un bolso para Bershka.